# De hovaardige den
De hovaardige den is het vierentwintigste verhaal uit de reeks Dag en Heidi.  Het werd in 1985 uitgegeven door de Standaard Uitgeverij als veertiende album uit een reeks van zestien. 

## Personages
- Dag
- Heidi
- Inga
- Den
- Sven
- Woudgeest
- Will
- de houtvester

## Verhaal
Op een winderige avond keren Dag en zijn pleegvader Sven weer huiswaarts. Ze hopen om een kortere weg te kunnen nemen door het bos, maar ten gevolge van onweer moeten ze schuilen in een nabijgelegen hutje. Ze zijn getuige van de bliksem die inslaat in een den die hierdoor compleet in twee is gespleten. Ze horen ook nog een vreselijke gil. Als ze zich bij het haardvuur hebben geïnstalleerd krijgen ze onverwachts bezoek. Het blijk Den, de boomgeest te zijn die door het sneuvelen na een nieuwe woonplaats is. Hoewel Dag en Sven hem hulp willen bieden, zegt Den dat dit de taak is van de houtvester die hij in de hut zal opwachten. Als Den zich op een gegeven moment onzichtbaar heeft gemaakt, denken Dag en Sven dat de geest verdwenen is. De storm is gaan liggen en het tweetal keert huiswaarts.
Den komt van een kale reis thuis als hij de houtvester om een nieuwe woonplaats vraagt. Omdat hij weer de grootste boom wil van het woud, vindt de houtvester dat Den aan hoogheidswaanzin lijdt en zegt dat de geest zelf maar naar een nieuwe woonplaats op zoek wil. Verbolgen gaat hij weg en besluit om bij volle maan naar het woudfeest te gaan. Hij draagt een spin op om een mantel voor hem te spinnen van spinrag. Op het feest loopt Den te pronken met zijn mantel. Eenieder die hij echter vraagt om te dansen, weigert dit. Hij wordt hierom erg boos en wil het feest verknallen. Zijn poging om de vogels die muziek maken te verdrijven, mislukt echter. Hij roept vervolgens de Woudgeest op. Den vraagt Woudgeest om de dieren en bomen te straffen omdat ze hem beledigd hebben. Woudgeest willigt die eis niet in omdat het niet rechtvaardig is. Hij beschuldigt Den van zijn macht enkel heeft gebruikt om andere te verdrukken en te bespotten. Hij veroordeelt Den vervolgens om weer als zaadje te beginnen. Den wordt heel erg boos, waarop Woudgeest hem verbant en mag pas terugkeren als hij zich weer waardig zal gedragen.
Wat Den niet weet is dat Dag, Heidi en Inga het hele schouwspel hebben gevolgd vanuit het struikgewas. Ze benaderen Den en bieden hun hulp aan. Den weigert dit en maakt zich onzichtbaar. Als er dan een hinde   voorbij loopt gaat Inga er achter gaan, want ze wil graag weten waar het dier haar hol heeft. Dag en Heidi gaan achter hun zusje aan, maar raken haar kwijt. Als Dag en Heidi even uitrusten komen ze van een boom te weten dat niemand van Den hield omdat hij steeds de baas over hen speelde. Een klein boompje (een twijgje nog maar) zegt dat hij Den wel zal missen omdat die hem altijd van schaduw voorzag en nu vreest dat de zon hem zal verschroeien. Heidi belooft het twijgje dat ze hem een lommerrijk plaatsje zullen geven in hun tuin.
Ondertussen heeft Den een streek uitgehaald waardoor Inga zich bezeerde en het bewustzijn heeft verloren. Dag en Heidi vinden het meisje en verzorgen haar, maar beseffen dat ze een dokter nodig heeft. Dag wil hulp gaan halen, maar durft de meisjes niet alleen te laten. Twee hertjes komen Inga warmte bieden. Niet veel later vindt Sven de kinderen. Hij neemt de kinderen mee naar huis. De volgende dag is Inga weer volledig op de been. Heidi houdt haar belofte en het twijgje wordt bij hen in de tuin geplant. De kinderen willen Den weer gaan opzoeken. Sven stemt hiermee in maar zal de kinderen vergezellen.
Bij hun zoektocht vinden ze een oude landloper. Het blijkt Will een ex-zeeman en vriend van Svens vader John te zijn. Als kleine jongen luisterde Sven graag naar de verhalen die Will vertelde. Will verklaart Den te hebben gezien. Als ze allen op Den gaan roepen, breekt er een bosbrand uit vlak bij de hut van de houtvester. Ze moeten op de vlucht en vergeten daarbij ook de houtvester die aan het dutten was bij het haardvuur niet. Heidi is in haar haast echter tegen een boom gelopen. Ze wordt echter in veiligheid gebracht door Den. Den wil zich na de brand terugtrekken in een ontzielde boom, maar de Woudgeest benadert hem. Hij raadt hem weer aan om opnieuw als zaadje te beginnen. Den weigert weer en wordt gevonden door Sven en de kinderen. Heidi biedt Den haar vriendschap aan. Den is ontroerd en ook beschaamd omwille van zijn gedrag. Hij aanvaardt het aanbod om de winter te kunnen doorbrengen in de stal bij Sven.
Den kijkt vaak vanuit de stal hoe Heidi haar best doet om het twijgje te doen groeien, maar het gaat toch achteruit. Den wil ook iets kunnen doen en bezoekt het twijgje elke dag, waardoor het plots wel beter gaat. Met de hulp van de houtvester wordt het twijgje in de lente weer geplant in het woud waar het zal opgroeien tot een flinke boom. En ook Den is bij hem. Op eigen vraag heeft Woudgeest Den weer in een zaadje veranderd dat levenskracht aan het twijgje zal geven. 